# Portrait de la seconde femme de Rousseau
Portrait de la seconde femme de Rousseau est un tableau réalisé par le peintre français Henri Rousseau en 1903. Cette huile sur toile est un portrait en buste représentant dans un style naïf, à côté d'une lampe à huile, la seconde épouse de l'artiste après un veuvage et un remariage. Pendant du Portrait de l'artiste à la lampe, cette peinture est comme lui conservée au musée Picasso, à Paris.

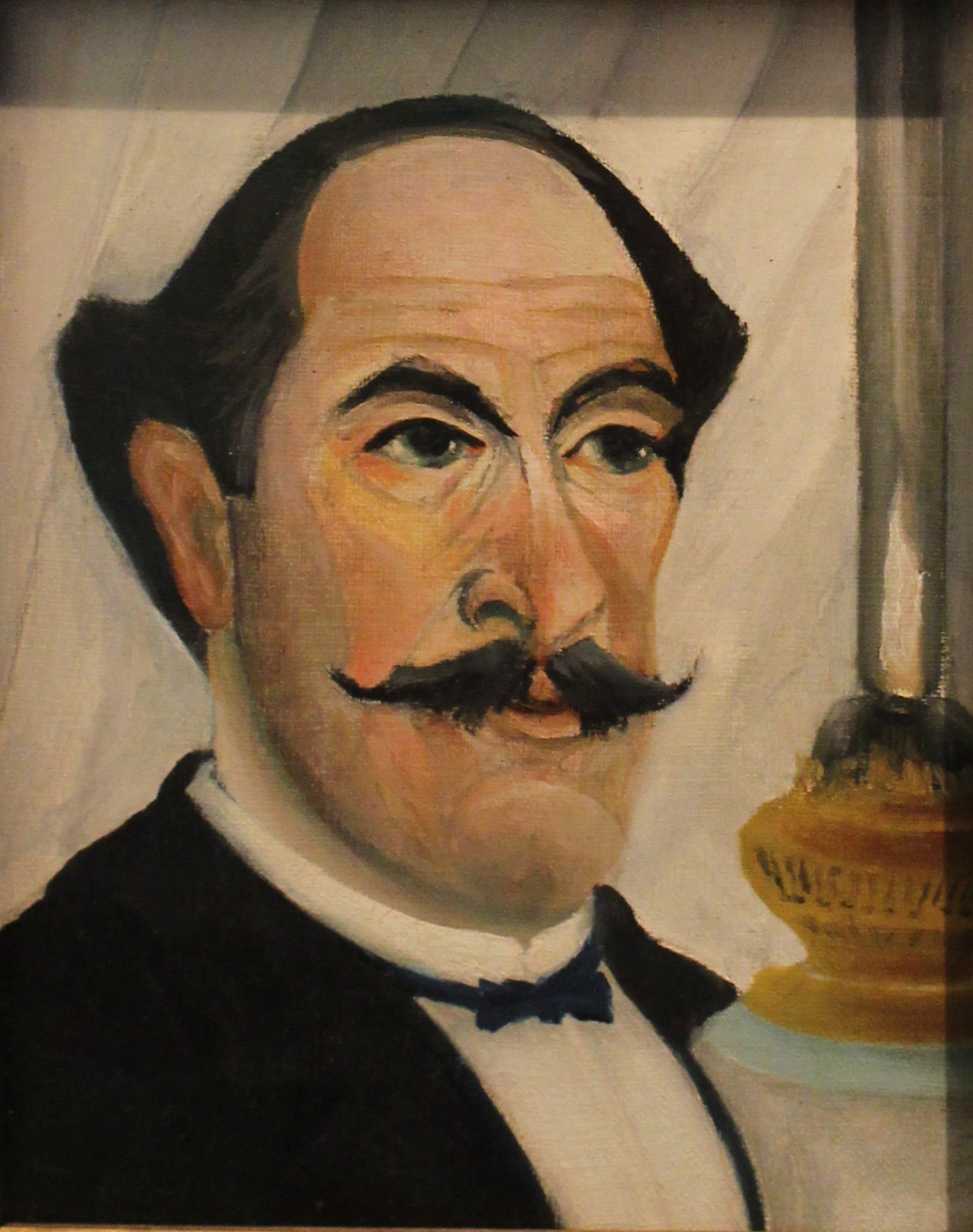
Henri Rousseau, Portrait de l'artiste à la lampe, 1902-1903 – Musée Picasso, Paris.